# Estrandia grandaeva
Genre
Espèce
Synonymes
- Linyphia grandaeva Keyserling, 1886
- Linyphia humilis Emerton, 1894 nec L. Koch, 1879
- Linyphia nearctica Banks, 1910
- Linyphia tridens Schenkel, 1930

Estrandia grandaeva, unique représentant du genre Estrandia, est une espèce d'araignées aranéomorphes de la famille des Linyphiidae.

## Distribution
Cette espèce se rencontre en Amérique du Nord, aux Pays-Bas, en Europe du Nord, en Russie, en Chine et au Japon.

## Description
Le mâle mesure 2,5 mm et les femelles de 2,4 à 2,8 mm.

## Systématique et taxinomie
Cette espèce a été décrite sous le protonyme Linyphia grandaeva par Keyserling en 1886. Elle est placée dans le genre Estrandia par Chamberlin et Ivie en 1947.
Linyphia humilis Emerton, 1894, préoccupée par Linyphia humilis L. Koch, 1879, remplacée par Linyphia nearctica par Banks en 1910 et Linyphia tridens ont été placées en synonymie par Hackman en 1954.
Ce genre a été décrit par Blauvelt en 1936 dans les Linyphiidae.

## Publications originales
- Keyserling, 1886 : Die Spinnen Amerikas. Theridiidae. Nürnberg, vol. 2, p. 1-295 (texte intégral).
- Blauvelt, 1936 : « The comparative morphology of the secondary sexual organs of Linyphia and some related genera, including a revision of the group. » Festschrift zum 60. Geburstage von Professor Dr. Embrik Strand (Riga), vol. 2, p. 81-171.